# Mihók Attila
Mihók Attila (Dunaújváros, 1973. október 6. –) magyar vízilabdaedző, női szövetségi kapitány.

## Pályafutása
A Dunaújvárosi Kohászban úszóként sportolt. Tizenhétéves korában kezdett vízilabdázni alacsonyabb osztályban. A Szegedi Tanárképző Főiskola testnevelés-földrajz szakos hallgatója lett. Ebben az időszakban a Hódmezővásárhelyen az első osztályban vízilabdázott. 1997-ben a dunaújvárosi felnőtt női és fiú utánpótlás csapatoknál lett edző. A női csapatot 2023-ig irányította. Vezetésével nyolc magyar bajnoki címet és hét magyar kupa győzelmet szereztek. 2018-ban megnyerték a LEN- és az európai szuperkupát, a Bajnokok Ligájában kétszer végeztek a második helyen 
Az Ifjúsági Európa-bajnokságon 2011-ben ezüstérmet, 2015-ben ötödik helyezést, az ifjúsági világbajnokságon 2012-ben ezüstérmet, a junior világbajnokságonon 2013-ban hatodik helyezést szerzett a korosztályos női válogatottakkal. 2023 szeptemberétől a magyar női vízilabda-válogatott szövetségi kapitánya lett. Ezt a posztját 2024 októberéig töltötte be. Irányításával vb ezüstérmet szerzett a válogatott.

## Edzői sikerei
Klub
Hazai
- OB I.
  - Bajnok (8 alkalommal): 2001, 2002, 2003, 2004, 2005, 2009, 2010, 2011
  - Ezüstérmes (9 alkalommal): 2006, 2007, 2014, 2016, 2018, 2019, 2021,[3] 2022, 2023
  - Bronzérmes (5 alkalommal): 2000, 2008, 2013, 2015, 2017
- Magyar kupa
  - Kupagyőztes (8 alkalommal): 2001, 2002, 2003, 2004, 2009, 2013, 2019, 2020
  - Ezüstérmes (6 alkalommal): 2000, 2004, 2008, 2014, 2017, 2021

Nemzetközi
- LEN-kupa
  - Kupagyőztes (1 alkalommal): 2018
  - Ezüstérmes (3 alkalommal): 2001, 2009, 2022
  - Bronzérmes (1 alkalommal): 2017
- Bajnokok Ligája
  - Ezüstérmes (2 alkalommal): 2003, 2021
  - Bronzérmes (3 alkalommal): 2004, 2005, 2006
- LEN-szuperkupa
  - Kupagyőztes (1 alkalommal): 2018

Válogatott
- Ifjúsági Európa-bajnokság
  - ezüstérmes: 2011
- ifjúsági világbajnokság
  - ezüstérmes: 2012
- Universiade
  - aranyérmes: 2019
- Világbajnokság
  - ezüstérmes: 2024

## Tanulmányai
1998-ban végzett a Juhász Gyula Tanárképző Főiskolán földrajz-testnevelés szakos tanárként. 2008-ban szakedzői diplomát szerzett a Semmelweis Egyetem Testnevelési és Sporttudományi Karán.

## Díjai, elismerései
Az év magyar vízilabda utánpótlás edzője (2006)